# 維多利亞壹號
《維多利亞壹號》是一齣以香港樓市為題材的倫常慘劇式黑色幽默恐怖片。
它由安樂影片有限公司發行，852電影出品，正在電影製作，彭浩翔執導，屬第十二屆烏甸尼斯遠東電影節之開幕電影，以香港房屋問題為主軸，於2010年4月23日作全球首映，5月13日於香港上映。但該電影在烏甸尼斯上映完整版時有三名外國觀衆因驚嚇血腥鏡頭而暈倒，所以香港、台灣版上映時需要刪剪部分鏡頭，並且分級為三級和限制級。
本片獲得西班牙第43屆錫切斯(Sitges)國際電影節的「最佳女主角」及「最佳特技化妝」兩大獎項。
该电影的指导为钱嘉乐

## 故事簡介
在香港，鄭麗嫦拼命兼了兩份工作，希望能存夠錢買下一間位於維多利亞港旁的夢想公寓。劇情透過交錯的時間線呈現她的人生故事。在她童年時，家人和朋友被迫從廉價的住宅中遷出，因為開發商要拆除這些建築，興建高價的新房。麗嫦立志有朝一日能買下自己的海景房，讓家人過上安穩的生活。然而，隨著時間推移，她的願望逐漸變成了一種沉重的執念。
長大後，她的母親不幸去世，而她未能如願替父母買下新房。父親罹患了罕見的間皮瘤，讓她的經濟壓力更加沉重。麗嫦對「維多利亞壹號」這棟高級住宅有著異常的迷戀，因為她兒時常去那裡，還曾發誓要買下一間這棟建築的單位，避免祖父再辛苦步行到港邊。
麗嫦申請了貸款，但銀行僅願意提供七成的房屋貸款，讓她的每月貸款金額超過了15,000港元。同時，她因為未如實申報父親的病史，保險公司也拒絕理賠，使她無法支付高額的醫療費。為了籌錢，她被迫再多兼一份工作，但即使如此，醫療開銷還是讓她的存款耗盡。當她向情人求助，希望能借到錢時，卻遭到冷酷的拒絕。
某晚，父親因呼吸困難而發病，麗嫦眼睜睜看著他痛苦掙扎，但最終她選擇不提供氧氣，任由他死亡，藉此獲得保險公司的200萬元賠償金。這筆保險金終於讓她湊齊了買房的頭期款。然而，在她前往簽約當天，股票市場的波動讓賣家決定調漲50%售價，這使她的夢想再度破滅。
2007年10月30日，被逼入絕境的麗嫦終於崩潰，她帶著簡單的日常工具潛入「維多利亞壹號」，對裡面的住戶展開一場瘋狂而血腥的屠殺。她用家居用品作為武器，殘忍地殺害住在大樓內的人，包括保全人員和鄰居。在最後的屠殺過程中，警察趕到現場，但她與兩名警察展開搏鬥，並將他們殺死。
回到日常生活後，仲介打來告訴她，賣家最終同意以490萬出售房子。麗嫦建議他們以昨晚發生了大規模的命案為由，壓低到390萬。結局中，她的情人開車來接她，但她轉身離開，徹底與這段關係劃清界限。電影的最後一幕，麗嫦站在港邊遠眺海灣，電視新聞報導著美國次貸危機如何開始影響全球經濟。

## 演員

### 片中死者（按故事發生時序）
| 死者                   | 演員          | 遇害方式 |
| 嫦之父親               | 徐少強        | 被嫦奪走呼吸器，失救而死。 |
| 怠職保安員             | 王青          | 被嫦用索帶勒緊，試圖以小刀自救，卻錯手割斷頸部大動脈而死。                                                                                             |
| 印傭                   | Dewi Ariyanti | 被嫦用一字螺絲起子貫穿後腦而死。 |
| 懷孕女戶主             | 葉璇          | 嘗試逃走時被嫦捉住雙腳而跌倒，孕肚因而受猛烈撞擊，羊水破裂。嫦用索帶絪綁雙手雙腳，後被真空袋套頭，再開動吸塵器抽真空窒息而死。（香港版被刪去部份鏡頭） |
| 男戶主（女戶主之丈夫） | 單立文        | 跟嫦搏鬥時意外跌倒頸骨骨折而死。 |
| 戶主損友白毛           | 陳偉雄        | 被嫦剖腹（香港版被刪去部份鏡頭），最後再遭槍殺。 |
| 上層戶主祥仔           | 曾國祥        | 被嫦以吸毒用燒瓶插中頸部失血。（香港版被刪去部份鏡頭）                                                                                                 |
| 內地妓女 A             | 宋小澄        | 頭部被嫦猛力撞馬桶，直至馬桶爆裂。 |
| 戶主損友安仔           | 周俊偉        | 與內地妓女 B 發生性行為時被嫦從後插多刀，及下體被閹割。（香港版被刪去部分鏡頭）                                                                        |
| 內地妓女 B             | 周楚楚        | 事發時正與安仔性交，嫦以斷裂的床板木方插口，再遭槍殺，並被木板刺穿喉嚨                                                                                 |
| 軍裝警員 B             | 麥浚龍        | 被流彈貫穿面部，再由嫦一槍爆頭。 |
| 軍裝警長 A             | 駱應鈞        | 被因傷失常的妓女B割斷頸脈而死。 |

### 其他演員
- 何超儀
- 陳奕迅
- 鮑起靜
- 盧海鵬
- 鮑仲民
- 陳冠希（僅參與宣傳片之演出）

## 獎項
| 頒獎典禮             | 獎項         | 名單                                                     | 結果 |
| -------------------- | ------------ | -------------------------------------------------------- | ---- |
| 第47屆金馬獎         | 最佳視覺效果 | 連凱, 吳炫輝, 何培堅, 梁偉傑, 王英豪, Vitaya DEERATTAKUL | 提名 |
| 第30屆香港電影金像獎 | 最佳女主角   | 何超儀                                                   | 提名 |
| 第30屆香港電影金像獎 | 最佳音響效果 | 杜篤之                                                   | 提名 |
| 第30屆香港電影金像獎 | 最佳視覺效果 | 連凱、王英豪、吳炫輝、何培堅                             | 提名 |

## 電檢
| 國家/地區 | 分級                                                                               |
| 香港      | 由於影片部份鏡頭過於恐怖，不獲影視處通過審查，香港版須刪減部份鏡頭才能以三級上映。 |

## 外部連結
- 開眼電影網上《維多利亞壹號》的資料（繁體中文）
- 豆瓣电影上《維多利亞壹號》的資料 （简体中文）
- 时光网上《維多利亞壹號》的資料（简体中文）
- AllMovie上《維多利亞壹號》的资料（英文）
- 爛番茄上《維多利亞壹號》的資料（英文）
- 香港影庫上《維多利亞壹號》的資料（繁體中文）
- 互联网电影数据库（IMDb）上《維多利亞壹號》的资料（英文）